# Zecchino d'Oro 1980
Il ventitreesimo Zecchino d'Oro si è svolto a Bologna dal 20 al 22 novembre 1980.
È stato presentato da Cino Tortorella.

## Brani in gara
- Ballata tirolese (Bei schöna Summazeit) ( Austria) (Testo: Dante Panzuti/Musica: Giordano Bruno Martelli) - Martin Fritsch
- Banjo blu (Testo: Carlo Ermanno Trapani/Musica: Pino Ruju, Aldo De Scalzi) - Simone Gonella
- Col pianoforte in spalla (Testo: Vittorio Sessa Vitali/Musica: Giordano Bruno Martelli) - Sonia Orzati (5 anni)
- È tutto uno scherzo (Testo: Maddalena Bigi/Musica: Loredana Sabbi, Mario Pagano) - Giovanna Mavio
- Felice con la mia mamma (Soy muy feliz) ( Colombia) (Testo italiano: Luciano Sterpellone) - Diego Rivas e Cristina Triana
- Ho visto un rospo (Eu vi um sapo) ( Portogallo) (Testo italiano: Ermanno Parazzini) - Maria Armanda de Jesus Lopes (5 anni e mezzo)
- Il violino di Angiolino (Цигулар къща не храни) ( Bulgaria) (Testo: Luciano Beretta/Musica: Giordano Bruno Martelli) - Biljana Ilieva (Биляна Илиева)
- La mia dolce Nellì (Testo: Mara Maretti Soldi/Musica: Mario Pagano) - Gabriele Cantarelli (7 anni)
- La vera storia di rock e roll (Testo: Dante Panzuti/Musica: Claudio Valle) - Christian Grazioli e Monica Spagnoletti
- L'amico mio più amico (Linguere khady thiam) ( Senegal) (Testo: Giorgio Calabrese/Musica: Giordano Bruno Martelli) - Gade Ndiaye
- Ma che febbre dispettosa (Testo: Vittorio Sessa Vitali/Musica: Corrado Castellari) - Barbara Fabbri (7 anni)
- Marco Polo (白云齐) ( Cina) (Testo: Luciano Beretta/Musica: Giordano Bruno Martelli) - Cheng Lì e Cheng Pin